# شیموفوسا، چیبا
شیموفوسا، چیبا (به لاتین: Shimofusa) یک منطقهٔ مسکونی در ژاپن است که در کانتو واقع شده‌است. شیموفوسا ۷٬۸۶۸ نفر جمعیت دارد.